# Susan Macdowell Eakins

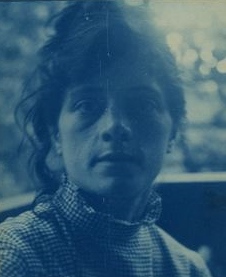
Selbstporträt von Susan Macdowell Eakins mittels Cyanotypie

Susan Hannah Macdowell Eakins (* 21. September 1851 in Philadelphia, Pennsylvania; † 27. Dezember 1938 in Philadelphia) war eine amerikanische Malerin, Fotografin und New Woman. Ihre Werke wurden zuerst in der Pennsylvania Academy of the Fine Arts gezeigt, wo sie auch studierte. Sie gewann dort 1879 den Mary Smith Prize und 1882 den Charles Toppan prize. Einer ihrer Lehrer war ihr späterer Mann Thomas Eakins. Sie arbeitete an Porträts, Stillleben und Fotografien. Während ihrer Ehe war sie kaum künstlerisch tätig, aber nach dem Tod ihres Mannes nahm sie die Malerei wieder auf und setzte sich darüber hinaus engagiert für den Nachruhm ihres Mannes ein, unter anderem durch Schenkungen an zahlreiche Museen. Ihre eigenen Werke wurden in Gruppenausstellungen gezeigt. Zur ersten Einzelausstellung kam es erst nach ihrem Tod.

## Kindheit

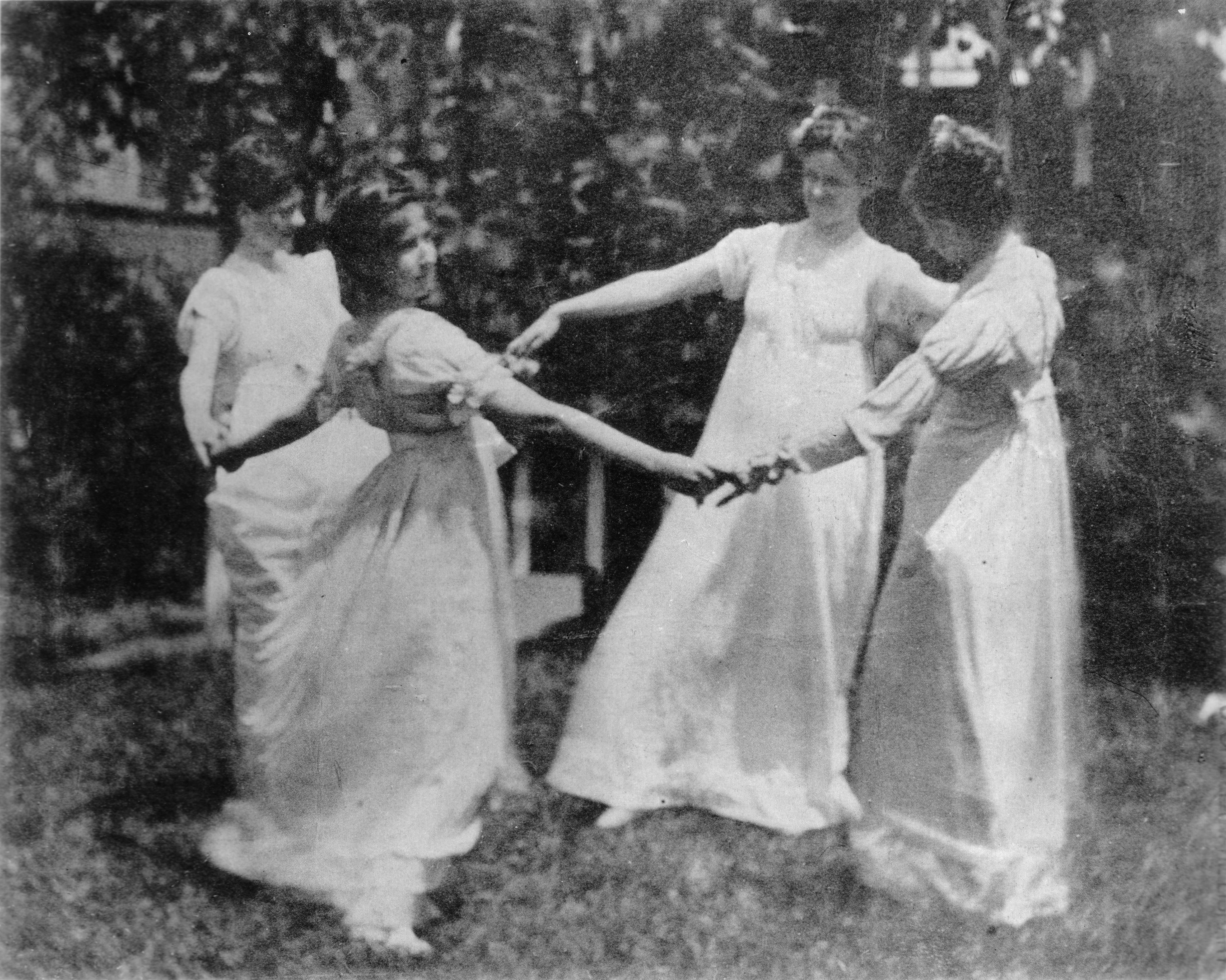
Susan Hannah Macdowell, unbekanntes Mädchen, Elizabeth Macdowell und vermutlich Mary Macdowell beim Haus der Macdowells, Fotoaufnahme: Thomas Eakins, ca. 1880–1882

Macdowell war das fünfte von acht Kindern von William H. Macdowell, einem Graveur, talentierten Maler und Fotografen aus Philadelphia, der seinen drei Söhnen und fünf Töchtern sein Interesse an Thomas Paine und Freidenkerei weitergab. Sie und ihre Schwester Elizabeth zeigten schon früh Interesse an Kunst und wurden darin von ihrem Vater bestärkt, der ihr ein Atelier einrichtete. Daneben zeigte sie auch Talent am Klavier.

## Ausbildung
Fünfundzwanzigjährig traf sie Eakins in der Hazeltine Gallery, wo sein Gemälde Die Klinik Gross 1876 ausgestellt wurde. Es wurde auch auf der Centennial Exposition gezeigt. Anders als die meisten anderen Betrachter war sie von diesem kontroversen Bild angetan und entschied sich, bei ihm an der Pennsylvania Academy of the Fine Arts (PAFA) zu studieren, die sie dann sechs Jahre besuchte. Die PAFA galt in dieser Zeit als beste Kunstschule der USA. Vor dem Studium bei Eakins studierte sie bei Christian Schussele. Unter Eakins nahm sie seinen nüchternen, realistischen Stil an. Sie war eine herausragende Studentin und gewann den Mary Smith Prize für das beste Gemälde einer eingeschriebenen Künstlerin. Auch ihre Schwester Elizabeth studierte seit 1876 an der PAFA. Andere Studentinnen waren Mary Cassatt, Cecilia Beaux, Emily Sartain und Alice Barber Stephens. Sie erhielten eine gute Ausbildung, durften jedoch nicht nach dem lebenden Modell malen. Als Sprecherin (class secretary) der Studierenden trat sie dafür ein, dass auch Frauen Akt-Modelle studieren dürfen.

## Ehe

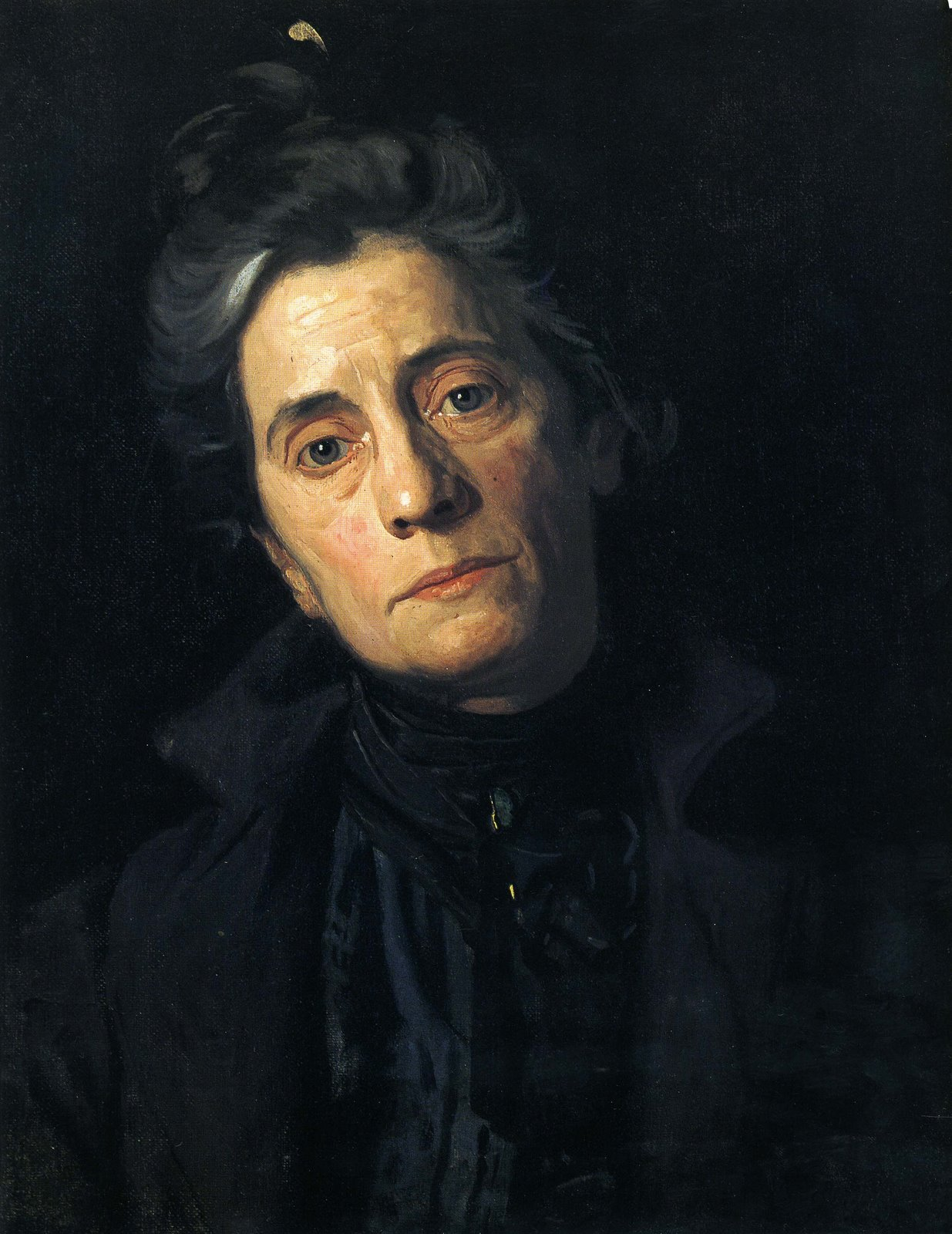
Thomas Eakins, Portrait of Susan Macdowell Eakins, Hirshhorn Museum

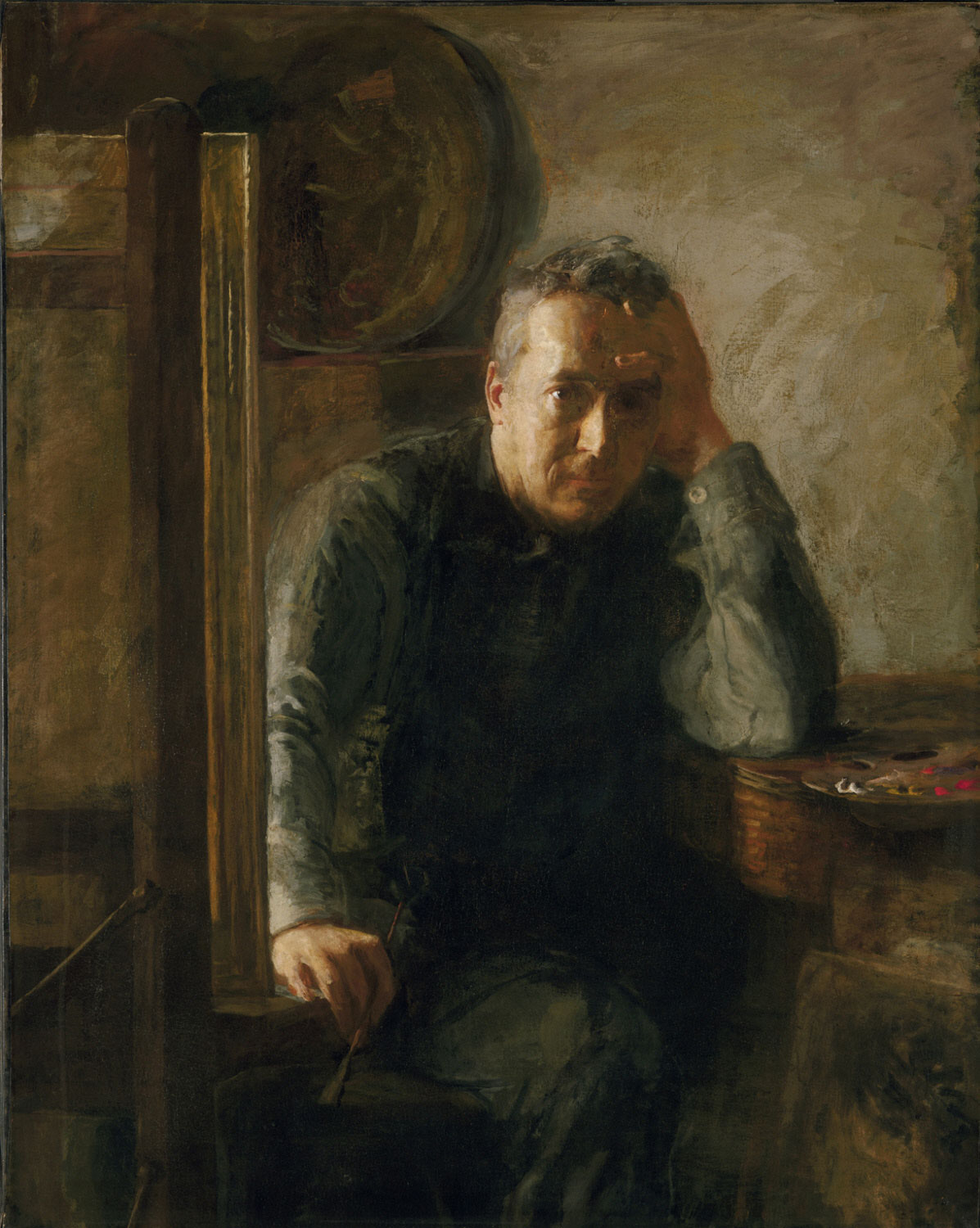
Susan Macdowell Eakins, Portrait of Thomas Eakins, postum, ca. 1920–25, Philadelphia Museum of Art

Macdowell heiratete Eakins 1884. Als Studienleiter an der PAFA erlaubte Eakins Studentinnen und Studenten, weibliche und männliche Aktmodelle zu studieren. Ein Jahr nach der Hochzeit verlor Eakins sein Amt an  der PAFA nach Vorwürfen, und obwohl Familie und Freunde das Ehepaar unterstützten, war dies ein lebensveränderndes Ereignis, das sich auf ihren Enthusiasmus auswirkte.
Macdowell Eakins wandte den Großteil ihrer Zeit für die Karriere ihres Mannes auf, unterhielt Gäste und Studenten, unterstützte ihn in der Auseinandersetzung mit der Akademie, selbst als Familienmitglieder sich gegen ihn wandten. Das Paar blieb kinderlos.

## Karriere
Sie malte Porträts, insbesondere von der Familie und Szenen aus dem alltäglichen Leben. Von 1876 bis 1882 stellte sie in der PAFA aus, während der Ehe arbeitete sie nur sporadisch. Beide Eheleute hatten eigene Ateliers im gemeinsamen Haus. Beide betätigten sich als Fotograf und als Fotomodell und verwendeten eigene Fotografien als Vorlage für Gemälde. Sie war auch Aktmodell auf Fotografien ihres Mannes. 1898 wurde sie Mitglied des Philadelphia Photographic Salon und stellte dort auch eine ihrer besten Fotografien Child with Doll aus. 1905 stellte sie in der PAFA aus.
Thomas Eakins sah sie als ihm im Umgang mit Farben überlegen an und als beste Malerin, die er kenne. Die Kunsthistorikerin Susan Casteras sagte von ihrem Portrait of a Lady von 1880, es zeige ihre solide Handhabung und reelle anatomische Konstruktion mit dunkler Tonalität.
1916 nach dem Tod ihres Mannes nahm sie die Malerei wieder auf, arbeitete täglich und mit vergrößerter Produktion. Ihr Stil wurde wärmer, leichter und heller. 1936 wurden ihre Werke zusammen mit denen ihres Mannes und ihrer Schwester Elizabeth im Philadelphia Art Club ausgestellt.

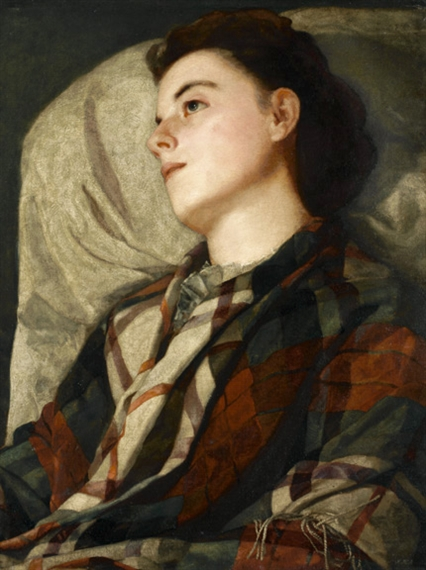
Woman in a Plaid Shawl, 1872
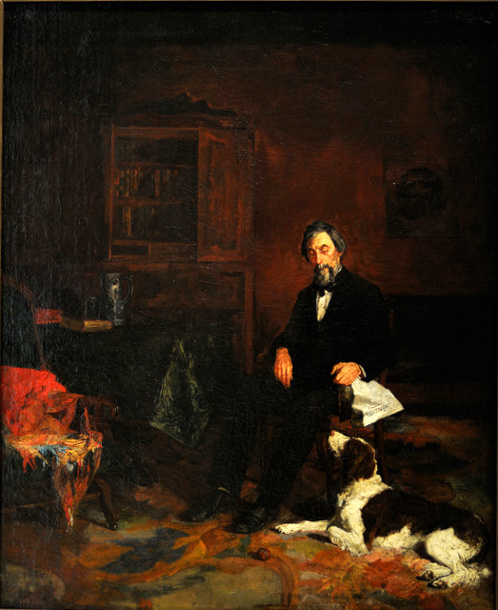
Gentleman and a Dog, 1878, Taubman Museum of Art, Roanoke, Virginia
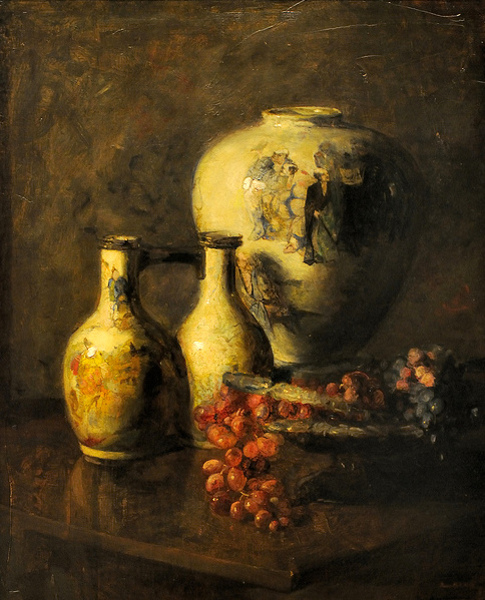
Still Life

## Tod
Macdowell Eakins starb 1938 und wurde auf Woodlands Cemetery in Philadelphia beigesetzt. Charles Bregler rettete bedeutende Teile aus dem Werk ihres Mannes aus dem Haushalt, der von ihren Verwandten aufgelöst wurde. Erst 35 Jahre später, 1973, fand die erste Einzel- (one-woman) Ausstellung an der PAFA statt. 1976 wurde ihr Werk in die Ausstellung Nineteenth Century Women Artists am Whitney Museum of American Art aufgenommen.
Im September und Oktober 1977 fand eine Ausstellung der Fotografien und Gemälde von ihr, ihrer Schwester und ihrem Mann in Roanoke in Virginia an der North Cross School statt.

## Werke
Zu ihrem Werk gehören:
- Alfred Reynolds, Öl auf Karton, 1880–1900
- Anguish, Öl, 1916
- Anna Hyatt Caldwell, Öl. Mrs. Caldwell war die Frau von Joseph Ralston Caldwell und starb 1935
- Artist and Model, Öl
- Boy in Orange Shirt, Öl
- Chaperone, Aquarell auf Papier, 1879
- Child's Head, Öl
- Clarence Cranmer, Öl, 1920–1925
- Dancers, Öl, ca. 1890
- David Wilson Jordon, Öl, Palmer Museum of Art, Pennsylvania State University
- Dora Adelman, Öl, 1935
- Double Figure Study, Öl
- Dr. William N. Bradley, Öl, 1934
- Edward Coles (1786–1868), Öl, 1883, Chicago Historical Society
- Fruit and Flower Arrangement, Öl, ca. 1880
- Gentleman and Dog, Öl, 1878, Taubman Museum of Art, Roanoke, Virginia
- Girl in Yellow Blouse (seated), Öl auf Leinwand
- Girl in Yellow Blouse (standing), Öl auf Leinwand
- Girl Reading, Öl, ca. 1879
- Girl Reading, Öl, 1925–1930
- Girls Head from the Rear, Öl, ca. 1890–1900
- Grandfather Macdowell, Öl, 1879
- Hannah Macdowell and Sister, Öl, 1882
- Hannah Trimble Gardner Macdowell, Öl, 1880–1885
- Joanna Wnukowska Kowalewski, Öl, 1933
- Kate Lewis, Öl, 1884, Allentown Art Museum
- Landscape, Öl
- Lenore Adelman, Öl, 1933
- Leroy Ireland, Öl auf Leinwand, 1910, Brooklyn Museum of Art
- Lewis Sisters (at home), Öl, 1932
- Luigi Maratti, Öl auf Leinwand, 1932
- Margaret Eakins, Aquarell, ca. 1878
- Mrs. King, Aquarell, 1879
- Murray with Barry Statue, Aquarell auf Papier
- Music, Öl auf Karton, ca. 1875, Pennsylvania Academy of the Fine Arts
- Old Fashioned Dress, Öl, 1880
- Old Man, Portrait Sketch, Öl, ca. 1885–1895
- Paul Crenshaw Physick, MD, Öl, University of Pennsylvania
- Peonies, Öl, 1925
- Pierre Menard, 1766 - 1844, Öl auf Leinwand, Chicago History Museum
- Portrait of a Bearded Man, Öl, 1932, Kennedy Galleries, New York, New York
- Portrait of a Lady, Öl, 1880
- Portrait of a Man, Öl, 1920–1930
- Portrait of a Philadelphia Lady, 1890s
- Portrait of a Soldier, Öl, 1917
- Portrait of a Woman, Öl, ca. 1880–1885
- Portrait of Charles Bregler, Öl auf Leinwand, 1920er, Pennsylvania Academy of the Fine Arts
- Portrait of David Wilson Jordan, Öl,  Palmer Museum of Art, Pennsylvania State University
- Portrait of Thomas Eakins, Öl, ca. 1889, Philadelphia Museum of Art
- Reflections, Öl, 1881
- Roseanna Williams, Öl auf Holz, 1879, Pennsylvania Academy of the Fine Arts
- Roseanna Williams, Aquarell, 1879
- Sculptor and Model, Öl, 1924
- Seated Girl in Tunic, Öl, 1920–1930
- Seated Old Woman Reading, Öl
- Spinning, Aquarell, ca. 1878
- Still Life, Öl, ca. 1920
- Still Life: Dish, Vegetable and Fruit, Öl
- Study of Cello Player, Öl, ca. 1895–1900
- Study of a Man
- Study of Susan, Öl
- Susan and Elizabeth Macdowell (self-portrait), Öl, 1879
- Susan and Elizabeth Macdowell (self-portrait), Öl, 1910–1920
- Susan and Elizabeth Macdowell (self-portrait), Öl, 1925
- Susan Hannah Macdowell Eakins (self-portrait as a child), Öl, nach 1861
- Susan Hannah Macdowell Eakins (self-portrait), Öl, ca. 1910–1920, private Sammlung
- Tennis Player, Öl, 1933
- The Bibliophile, Öl, 1932
- The Spinners (Three Fates), Öl
- Thomas Cadwalader, 1795–1873, Öl, 1882
- Thomas Cowperthwaite Eakins, Öl, ca. 1920
- Thomas Eakins Working at an Easel, Öl auf Karton, frühe bis mittlere 1880er, Pennsylvania Academy of the Fine Arts
- Two Ladies and Dog, Öl, ca. 1880–1885
- Two Sisters, Öl auf Leinwand, 1879
- Unidentified Girl, Öl, ca. 1879
- Unidentified Man, Öl, 1880–1900
- Unidentified Woman, Öl
- Walter Gardner Macdowell, Öl, 1880–1930
- Watchful Guardian, Öl, 1878
- William H. Macdowell, Portrait Sketch Öl, 1880–1881
- William H. Macdowell, Öl, 1881
- William Pepper (1810–1864), Öl, 1883, University of Pennsylvania
- Woman in a Plain Shawl, Öl auf Leinwand, ca. 1872
- Woman in Profile, Öl, ca. 1890–1900
- Woman Reading, Öl auf Leinwand, 1879–1884
- Woman Seated, Öl, 1880, war in der Sammlung von Mr. und Mrs. John D. Rockefeller III
- Woman with Book, Öl